# Aeropuerto de Eurico de Aguiar Salles
El Aeropuerto Eurico de Aguiar Salles (Códigos: IATA: VIX, OACI: SBVT), también conocido como Aeropuerto de Goiabeiras, es el principal aeropuerto del estado brasileño de Espírito Santo. Se encuentra en Vitória, capital del estado, en el barrio de Goiabeiras, a diez km del centro de la ciudad.
Fue fundado a mediados de los años 1970. Su nombre oficial se debe a un famoso profesor de leyes y ciencias políticas de la ciudad Eurico de Aguiar Salles (1910-1959). Actualmente operan cuatro aerolíneas brasileñas, de forma regular, para vuelos nacionales (dentro de Brasil) y también un vuelo de carga directo y regular a Miami, Estados Unidos.
En la actualidad el acceso al aeropuerto se da por la Avenida Fernando Ferrari. El aeropuerto ocupa una superficie de poco más de 5.2 millones de metros cuadrados.
Opera vuelos nacionales e internacionales. Para pasajeros solo en vuelos de cabotaje. Tiene capacidad para recibir aeronaves medianas como Boeing 767 Boeing 737 Embraer 190/195 y Fokker 100. Por lo general operan La mayoría como vuelos comerciales. Cuenta con vuelos directos y diarios a los aeropuertos de Congonhas (Sao Paulo), Guarulhos (Sao Paulo), Santos Dumont (Río de Janeiro), Galeão (Belo Horizonte), Brasilia, Salvador de Bahía, Governador Valadares, Campinas, Curitiba, Maringá y Manaus.
Forma parte de una red de 32 aeropuertos Infraero, que cuenta con una terminal de carga internacional. En mayo de 1999 entró en funcionamiento la primera línea internacional de carga directa desde Miami, de EE. UU. a Vitória, lo que facilita la importación y exportación de mercancías con el mercado local. Hoy en día operan regularmente en Vitória cinco vuelos semanales en esta ruta.
El aeropuerto está actualmente considerado como uno de los peores de Brasil, debido a la falta de reforma y modernización desde hace décadas, ya que opera en cuatro veces la capacidad de diseño original y se esperaba terminar en 2010 con 4,5 veces más pasajeros de lo que podría gestionar. Una modernización se puso en marcha y se esperó que estuviera lista para finales de 2007, pero por sospechas de sobreprecios y malversación de fondos, el trabajo se canceló. La nueva previsión fue que estuviera terminado en diciembre de 2009, lo que tampoco ocurrió.

## Historia
Antes de la construcción del Aeropuerto Eurico de Aguilar Salles, los vuelos se recibían en una pequeña estación en el centro de la Vieja Ciudad. En 1936 el Gobierno Federal construyó una pequeña estación. Con operaciones en el Aeropuerto de Vitória la Panair, en los vuelos nacionales e transcontinentales de Pan American World Airways de la línea Nueva York-Buenos Aires, con escalas en varias ciudades, incluyendo Vitória.
En la década de 1930, donde el aeropuerto esta ahora, se construyó el aeroclub de la capital, con una pista de tierra, este lugar fue elegido para la construcción de una pista de cemento, dirigida por el ingeniero Carlos Duenk. En 1942 comenzó la construcción con un presupuesto de 50 millones, de los cuales 38 fueron gastados. El resto fue utilizado en la construcción del terminal de pasajeros. Esta tuvo su inicio a finales de 1943, durante la Segunda Guerra Mundial.
El Aeropuerto de Vitória formaba parte de la relación de los aeropuertos que participan en el acuerdo firmado entre los gobiernos de Brasil y los EE. UU., por el que Brasil cedió el paso, durante la guerra, permitiendo el uso de estas áreas para los militares de EE. UU. En 1943, el año de la realización, la Oficina de Ingenieros de EE. UU. y la división del Ejército de EE. UU., desarrollaron un proyecto para el aeropuerto, con una nueva construcción, para ampliar la pista de aterrizaje a 1500 metros de largo y 45 metros de ancho, se consolidó con la junta del proyecto obras del Ministerio Aéreo y se terminó en 1946, que es la fecha oficial de apertura del aeropuerto.
El Aeropuerto de Vitória continuó en Servicio como un punto de parada hasta la década de 1970, cuando el porcentaje de vuelos que se utilizan como las líneas extremas comenzaron a subir. En 1978 el Aeropuerto estuvo bajo una firma de concesiones por Infraereo que incluía la completa del pavimento, incluyendo un aumento en el concreto y el asfalto en la pista y su extensión a 1750 metros de largo y un refuerzo de hormigón en el estacionamiento de las aeronaves. En 1979, estas obras fueron terminadas y entregadas.

## Aerolíneas y destinos
| Aerolíneas                      | Ciudades                                                                           | Alianza |
| ------------------------------- | ---------------------------------------------------------------------------------- | ------- |
| Azul Linhas Aéreas Brasileiras. | Nacionales: (4) Belo Horizonte / Campinas / Recife/ Río de Janeiro / São Paulo-GRU | N/A     |
| Gol Linhas Aéreas.              | Río de Janeiro / Río de Janeiro-GIG / Salvador / São Paulo-GRU / São Paulo         | N/A     |
| LATAM Brasil                    | Belo Horizonte / Brasilia / Río de Janeiro-GIG / São Paulo-GRU / São Paulo         | N/A     |

### Destinos internacionales
| Ciudades por países | Nombre del aeropuerto                       | Aerolíneas        |
| Suramérica          | Suramérica                                  | Suramérica        |
| ------------------- | ------------------------------------------- | ----------------- |
| Argentina           |                                             |                   |
| Buenos Aires        | Aeropuerto Internacional Ministro Pistarini | Gol Linhas Aéreas |